# 纪亚福
纪亚福（1949年—），高甲戲演員，工丑行，中國國家一級演員，國家級非物質文化遺產高甲戲項目代表性傳承人。

## 簡述
高甲戲項目代表性傳承人共有5人，他和學生陈炳聪（國家二級演員，厦门市金莲升高甲剧团副團長主持工作）代表廈門地級市列名。

## 外部連結
- 戲說高甲戲 （页面存档备份，存于）